# 타키히
타키히(니우에어: takihi)는 니우에의 전통 요리이다. 얇게 썬 토란과 파파야를 겹겹이 쌓은 다음 코코넛크림을 부어 익힌 음식이며, 전통적으로는 바나나잎에 싸서 땅속 화덕에서 굽는다. 니우에의 국민 음식이기도 하다.

## 만들기
코코넛은 긁개로 긁어 크림을 짜 둔다. 약간 노르스름한 흰색을 띠는 니우에 토란은 껍질을 벗기고 얇게 저민다. 파파야도 껍질을 벗겨 얇게 저민다. 바나나잎에 저민 토란을 한 겹 깔고, 그 위에 저민 파파야를 한 겹 까는 방식으로, 토란과 파파야를 반복해서 겹겹이 쌓는다. 소금으로 간을 하고 코코넛크림을 부은 다음, 바나나잎으로 잘 싸서 우무(땅속 화덕)에서 구워 낸다. 토란 대신 고구마를 쓰기도 하며, 바나나잎 대신 알루미늄 포일로 싸서 일반 오븐에 굽기도 한다. 얼려 빙과로 먹기도 한다.

## 같이 보기
- 팔루사미